# ヴォン・ヴィレブランド因子
ヴォン・ヴィレブランド因子（ヴォン・ヴィレブランドいんし、von Willebrand factor; vWF）とは、血中にある凝固因子のひとつ。

## 機能
血管が傷害され出血をきたしたときに、vWFは傷害された血管内皮の下に存在するコラーゲンに結合する。結合したvWFに対して血小板が接着し、血小板はADPなどの伝達物質を放出する。さらなる血小板を接着させることで、血小板血栓を形成する。(一次止血)
また凝固第VIII因子へ結合し、内因系凝固因子のひとつとしても機能する。

## 名称の由来
フィンランド人のen:Erik von Willebrandに由来する。von Willebrand は英語読みでは「ヴァン・ウィルブランド」、ドイツ語読みでは「フォン・ヴィレブラント」となるが、出身地のフィンランド語またはスウェーデン語にならい「ヴォン・ヴィレブランド」と読むのが正統であろう。

## 引用・参照
1. ↑  松原由美子, 日本内科学会雑誌 98(7):1569-1574, 2009
2. ↑  『内科学用語集』では「ヴォン・ヴィレブランド」が採用されている。日本内科学会 編『内科学用語集』（第4版）日本内科学会、1993年3月1日、363頁。ISBN 4-260-13633-X。

## 関連事項
- ヴォン・ヴィレブランド病...ヴォン・ヴィレブランド因子の異常による疾患群
- ベルナール・スリエ症候群...ヴォン・ヴィレブランド因子受容体であるGPIbまたはGP9の異常による疾患群
- 出血傾向